# Алакбарова Шовкат Фейзулла-кизи
Шовкат Фейзулла-кизи Алакбарова (азерб. Şövkət Feyzulla qızı Ələkbərova; 20 жовтня 1922, Баку — 7 лютого 1993, там же) — азербайджанська співачка, народна артистка Азербайджанської РСР.

## Життєпис
Шовкат Алакбарова народилася 20 жовтня 1922 року в Баку третьою з шести дітей. Її батько був великим шанувальником музики, а мати — професійною таристкою. Діти згодом також отримали музичну освіту. У ранньому віці Алекбарова грала на кеманчі. В 1937 році вона перемогла на співочому конкурсі, де її талант оцінювали композитор Узеїр Гаджибеков і співак Бюльбюль. Після блискучого виконання нею композиції «Карабах шикестеси» Гаджибеков прийняв Алекбарову до новоствореного Азербайджанського державного хору, в якому вона і почала професійну кар'єру співачки. Її наставниками були фольклорист і педагог Агалар Аливердібеков і оперний співак Гусейнкули Сарабський.

## Творчість
У роки німецько-радянської війни Шовкат Алакбарова виїжджала з гастролями на фронт, співаючи патріотичні пісні і нерідко виступаючи до п'ятдесяти разів в день. З 1945 року вона працювала в Азербайджанській державній філармонії. До 1950-х років Алакбарова була визнана найпопулярнішою виконавицею азербайджанських народних та естрадних пісень. За свою творчу кар'єру Шовкат Алакбарова відвідала з гастролями понад 20 країн Європи, Азії та Африки. Успішно виступала у Франції, Шрі-Ланці, Афганістані, Індії, Єгипті, Алжирі, Туреччини, Польщі. До її репертуару входять мугами Сейгях, Гатар, Шахназ, а також пісні азербайджанських композиторів і народів Середньої Азії.
Шовкат Алакбарова двічі була одружена. В першому шлюбі народила дочку Нателлу (1944—1992). Після того як чоловік, військовий лікар, пішов на фронт і там одружився, вони розлучилися. У 1955 році 33-річна Алакбарова одружилася з 35-річним режисером Лятіфом Сафаровим. Народила сина. Після самогубства другого чоловіка в 1963 році співачка більше не одружувалась, зосередившись на музичній кар'єрі та дітях. Раптова смерть дочки Нателли в 1992 році негативно позначилася на слабіючому здоров'ї Алакбарової, яка через рік померла.
У травні 2014 році поблизу Стамбула, на судноверфі в місті Ялова був спущений на воду танкер «Шовкат Алакбарова», що належить Групі компаній Palmali. За ініціативою власника Групи компаній Palmali, азербайджанського підприємця Мубаріза Мансімова, танкеру було присвоєно ім'я видатної співачки, народної артистки Азербайджанської РСР Шовкат Алакбарової.

## Пісні
Популярні пісні у її виконанні:
- «Ахшам»
- «Айрылыг»
- «Гель сехерим»
- «Бір кенуль сындырмышам»
- «Дерелер»
- «Сен меним, мен сенін»
- «Сенсен урейим»
- «Тез гель»

## Фільмографія
- Абсурдистан
- Айгюн (1960)
- Азербайджан еллері (1976)
- Баку баглары. Шувелан (2007)
- Догма халгыма (1954)
- Зустріч (1955)
- Ийирмиалтылар (1966)
- Кероглу (1960)
- Кельгелере сурунур (1958)
- Маестро Ніязі (2007)
- Махны белі йараныр (1957)
- Мюджрю (1973)
- Гызмар гюнеш алтында (1957)
- Ону багышламаг олармы? (1959)
- Охуйур Шовкет Алекперова (1970)
- Мачуха (1958)
- Пайыз концерти (1962)
- Сес (1988)
- Шекі (1977)